# Eudorylas demeyeri
Eudorylas demeyeri är en tvåvingeart som beskrevs av Kozanek 1993. Eudorylas demeyeri ingår i släktet Eudorylas och familjen ögonflugor. Inga underarter finns listade i Catalogue of Life.